# Nicholas Daniel
Nicholas Daniel es un oboísta y director de orquesta británico. En 2003 fue nombrado director artístico del Festival Internacional de Música de Leicester.

## Educación
Fue educado en la Escuela de la Catedral de Salisbury y en la Escuela Purcell.

## Premios
Daniel ganó el Concurso Músico Joven del Año de la BBC en 1980 y recibió la Medalla de la Reina de la Música de 2011, citado por haber hecho «una contribución sobresaliente a la vida musical de la nación». En 2016, su grabación de conciertos de Vaughan Williams y MacMillan recibió el premio BBC Music Magazine Premiere Award.
Fue nombrado Oficial de la Orden del Imperio Británico (OBE) en los Honores de Cumpleaños de 2020 por sus servicios a la música. 

## puestos docentes
Daniel fue profesor de oboe en la Guildhall School of Music and Drama durante diez años y luego, en 1997, se convirtió en profesor de oboe y dirección en la Indiana University School of Music. Luego fue invitado a ser Profesor Príncipe Consorte de Oboe en el Royal College of Music de Londres. En 2004, fue nombrado Profesor de Oboe en la Musikhochschule de Trossingen, Alemania.

## Conjuntos interpretativos
Nicholas Daniel es miembro fundador de Haffner Wind Ensemble y la Britten Sinfonia, y formó dúo con el pianista Julius Drake en 1981.
Como oboe principal de Britten Sinfonia, Daniel ha aparecido con frecuencia como miembro de la orquesta y también como solista/director. En 2009, Britten Sinfonia lanzó su primera grabación con un sello propio, que presenta a Nicholas Daniel en Songs of the Sky de John Tavener.
En septiembre de 2021, Daniel fue nombrado director artístico y director principal de la Orquesta de Orion.

## Encargos
Daniel ha encargado y estrenado muchas obras nuevas para el oboe, para aumentar su estatus como instrumento solista. Tales trabajos incluyen:
- The Kingdom of Dreams de John Woolrich (1989)
- Double Concerto de Simon Bainbridge (1990)
- An Interrupted Endless Melody de Harrison Birtwistle (1991)
- First Grace of Light de Peter Maxwell Davies (1991)
- Helios de Thea Musgrave (1994)
- Oboe Concerto de John Woolrich (1996)
- Oboe Quintet de John Woolrich (1998)
- Oboe Concerto de Nigel Osborne (1998)
- Three Capriccios para oboe solo  de John Woolrich (2001)
- Two's Company de Thea Musgrave (2005)
- The Fabric of Dreams de Michael Zev Gordon (2006)[6]
- Kaleidoscopes de John Tavener (2006)[7]
- Sorella de Rory Boyle (2007).[8]
- Oboe Concerto de James MacMillan (2010).[9]

## Grabaciones
Daniel ha grabado numerosos discos, tanto de trabajo en solitario como de música de cámara, tales como:
- Concierto para oboe de Alwyn
- Obras de cámara de Alwyn
- Obras de cámara de Alwyn vol 2
- Obras orquestales de Alwyn
- Arnold Obras orquestales: Fantasia Conifer
- Concierto para oboe de Berkeley
- Obras de la Cámara de la Felicidad
- Obras orquestales de Finzi: Égloga
- Finzi, Howells, Patterson obras para oboe y piano
- Concierto para oboe Horovitz
- Elena Langer Paisaje con tres personas
- Martinu Sinfonía Concertante
- Cuarteto de fantasía de Moeran
- Sinfonía concertante de Mozart en mi bemol
- Conciertos para viento de Mozart
- Obras de cámara de Mozart
- Thea Musgrave Helios; Memento Vitae
- Strauss Sinfonía nº 2; concierto para oboe
- Woolrich El fantasma en la máquina
- Música de cámara francesa para instrumentos de viento de madera
- Sonatas francesas para oboe
- Cinco conciertos italianos para oboe
- Oboe Alone
- Sonatas para oboe con Julius Drake
- Conciertos para oboe de Vaughan Williams y MacMillan[4]